# Risoluzione 853 del Consiglio di sicurezza delle Nazioni Unite
La risoluzione 853 del Consiglio di sicurezza delle Nazioni Unite, adottata all'unanimità il 29 luglio 1993, dopo aver riaffermato la risoluzione 822 (1993), ha espresso la preoccupazione del Consiglio per il deterioramento delle relazioni tra Armenia e Azerbaigian e ha condannato la conquista del distretto di Agdam e di altre zone dell'Azerbaigian, chiedendo un ritiro completo dalle aree da parte degli armeni.
La risoluzione inizia chiedendo un cessate il fuoco immediato e la cessazione delle ostilità, rilevando in particolare gli attacchi ai civili e bombardamenti di aree abitate, sollecitando l'accesso senza ostacoli per gli sforzi internazionali di soccorso umanitario nella regione. Ha inoltre chiesto il ripristino dei collegamenti energetici, dei trasporti ed economici come parte di questo processo, e ha esortato il Segretario generale Boutros Boutros-Ghali e altre organizzazioni internazionali a fornire assistenza agli sfollati.
Per quanto riguarda gli sforzi per porre fine al conflitto, il Consiglio ha elogiato il lavoro del Gruppo OSCE di Minsk, che era sotto la guida di Jan Eliasson, ma ha espresso preoccupazione per l'effetto dirompente che il conflitto stava avendo sul suo lavoro. A questo proposito ha esortato le parti ad astenersi da azioni che potessero ostacolare una soluzione pacifica della questione e a negoziare all'interno del Gruppo di Minsk, accogliendo favorevolmente i preparativi di quest'ultimo per una missione di monitoraggio nella regione.
Il Consiglio ha chiesto al governo dell'Armenia di esercitare la sua influenza per far sì che gli armeni della regione del Nagorno-Karabakh in Azerbaigian rispettino la risoluzione 822, la corrente risoluzione e le proposte del gruppo di Minsk. Ha inoltre chiesto agli Stati di astenersi dal fornire armi e munizioni che avrebbero portato a un'intensificazione del conflitto.
Infine, nella seconda risoluzione per esaminare il conflitto tra Armenia e Azerbaigian, il Consiglio ha chiesto al Segretario generale, in consultazione con il Presidente in esercizio della CSCE e con il Presidente del Gruppo di Minsk, di continuare ad aggiornare il Consiglio sugli sviluppi nella regione.